# Paul Kipsiele Koech
Paul Kipsiele Koech (Cheplanget, 10 november 1981) is een Keniaans atleet, die zich heeft gespecialiseerd in de 3000 m steeple. Op de Olympische Spelen van Athene in 2004 won hij een bronzen medaille op dit onderdeel achter zijn landgenoten Ezekiel Kemboi (goud) en Brimin Kipruto (zilver).
In 2007 liep Koech op de FBK Games met 8.01,05 de snelste tijd op de 3000 m steeple die ooit in Hengelo is gelopen.

## Titels
- Afrikaans kampioen 3000 m steeple - 2006
- Oost- en Centraal-Afrikaans kampioen verspringen - 2003
- Keniaans kampioen verspringen - 2001
- Keniaans kampioen hink-stap-springen - 1999, 2001, 2004

## Persoonlijke records
Outdoor
| Onderdeel      | Prestatie | Datum       | Plaats  |
| -------------- | --------- | ----------- | ------- |
| 1500 m         | 3.37,92   | 3 juni 2007 | Glasgow |
| 3000 m         | 7.33,93   | 13 mei 2005 | Doha    |
| 2 Eng. mijl    | 8.13,31   | 8 juni 2008 | Eugene  |
| 5000 m         | 13.05,18  | 6 juni 2010 | Rabat   |
| 3000 m steeple | 7.54,31   | 31 mei 2012 | Rome    |

Indoor
| Onderdeel      | Prestatie | Datum            | Plaats     |
| -------------- | --------- | ---------------- | ---------- |
| 2000 m         | 5.01,84   | 28 februari 2014 | Metz       |
| 3000 m         | 7.32,78   | 10 februari 2010 | Stockholm  |
| 2 Eng. mijl    | 8.06,48   | 16 februari 2008 | Birmingham |
| 5000 m         | 13.02,69  | 10 februari 2012 | Düsseldorf |
| 2000 m steeple | 5.13,77   | 13 februari 2011 | Gent       |

## Prestaties

### Kampioenschappen
| Jaar | Wedstrijd            | Plaats       | Resultaat | Extra          |
| ---- | -------------------- | ------------ | --------- | -------------- |
| 2003 | Afrikaanse Spelen    | Abuja        | 2e        | 3000 m steeple |
|      | Wereldatletiekfinale | Monte Carlo  | 2e        | 3000 m steeple |
| 2004 | OS                   | Athene       | 3e        | 3000 m steeple |
|      | Wereldatletiekfinale | Monte Carlo  | 3e        | 3000 m steeple |
| 2005 | WK                   | Helsinki     | 7e        | 3000 m steeple |
|      | Wereldatletiekfinale | Monte Carlo  | 1e        | 3000 m steeple |
| 2006 | Afrikaanse kamp.     | Bambous      | 1e        | 3000 m steeple |
|      | Wereldatletiekfinale | Stuttgart    | 1e        | 3000 m steeple |
| 2007 | Wereldatletiekfinale | Stuttgart    | 1e        | 3000 m steeple |
| 2008 | WK indoor            | Valencia     | 2e        | 3000 m         |
| 2009 | WK                   | Berlijn      | 4e        | 3000 m steeple |
|      | Wereldatletiekfinale | Thessaloniki | 2e        | 3000 m steeple |
| 2013 | WK                   | Moskou       | 4e        | 3000 m steeple |

### Golden League-overwinningen
| Jaar | Wedstrijd          | Plaats  | Extra          | Tijd    |
| ---- | ------------------ | ------- | -------------- | ------- |
| 2004 | Golden Gala        | Rome    | 3000 m steeple | 7.59,65 |
| 2006 | Golden Gala        | Rome    | 3000 m steeple | 7.59,94 |
| 2007 | Memorial Van Damme | Brussel | 3000 m steeple | 7.58,80 |
| 2008 | Weltklasse Zürich  | Zürich  | 3000 m steeple | 8.04,26 |
|      | Memorial Van Damme | Brussel | 3000 m steeple | 8.04,99 |
| 2009 | Memorial Van Damme | Brussel | 3000 m steeple | 8.04,05 |

### Diamond League-overwinningen
| Jaar | Wedstrijd                       | Plaats      | Extra          | Tijd    |
| ---- | ------------------------------- | ----------- | -------------- | ------- |
| 2010 | Eindzege Diamond League         | nvt         | 3000 m steeple | nvt     |
|      | Adidas Grand Prix               | New York    | 3000 m steeple | 8.10,43 |
|      | DN Galan                        | Stockholm   | 3000 m steeple | 8.17,70 |
| 2011 | Eindzege Diamond League         | nvt         | 3000 m steeple | nvt     |
|      | Bislett Games                   | Oslo        | 3000 m steeple | 8.01,83 |
|      | DN Galan                        | Stockholm   | 3000 m steeple | 8.05,92 |
| 2012 | Eindzege Diamond League         | nvt         | 3000 m steeple | nvt     |
|      | Qatar Athletic Super Grand Prix | Doha        | 3000 m steeple | 7.56,58 |
|      | Golden Gala                     | Rome        | 3000 m steeple | 7.54,31 |
|      | Meeting Areva                   | Saint-Denis | 3000 m steeple | 8.00,57 |
|      | Athletissima                    | Lausanne    | 3000 m steeple | 8.05,80 |
| 2015 | Weltklasse Zürich               | Zürich      | 3000 m steeple | 8.10,24 |

## Prestatieontwikkeling

### 3000 m steeple
- 2001 - 8.15,92
- 2002 - 8.05,44
- 2003 - 7.57,42
- 2004 - 7.59,65
- 2005 - 7.56,37
- 2006 - 7.59,94
- 2007 - 7.58,80
- 2008 - 8.00,57
- 2009 - 8.01,26
- 2010 - 8.02,07
- 2011 - 7.57,32
- 2012 - 7.54,31
- 2013 - 8.02,63
- 2014 - 8.05,47